# フォーラム・コペンハーゲン

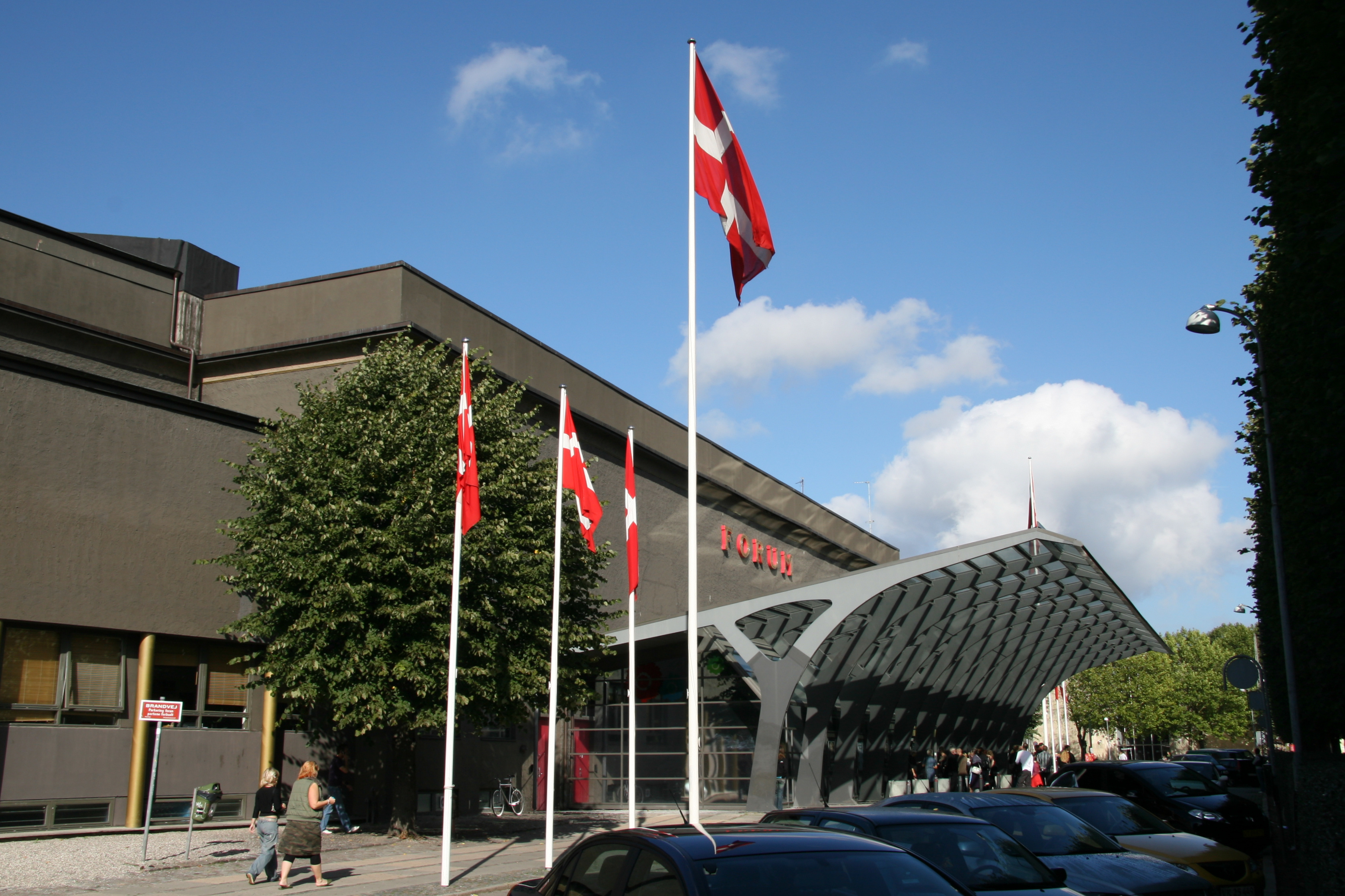
フォーラム

フォーラム・コペンハーゲン（Forum København）はデンマークコペンハーゲンに所在する屋内アリーナ。現在の建物は1997年に完成した。
施設は最大10000人収容可能であり、ハンドボールなどのスポーツ、コンサートなどのイベントに対応している。
当地では2003年の第1回ジュニアユーロビジョン、2005年には50周年記念イベントが行われた。